# Vonlenska
Le vonlenska est une langue construite inventée par Jón Þór Birgisson, leader du groupe de rock islandais Sigur Rós.

## Construction
Ce n'est en réalité qu'une suite de sons collant à la musique n’ayant aucun sens mais ayant par contre une sonorité proche de l’islandais. En fait, dans l’élaboration des morceaux, le chant est d’abord réalisé en vonlenska avant que de réelles paroles n’y soient parfois ajoutées. Certains morceaux ont simplement été publiés directement dans ce pseudo langage. 

## Étymologie
Le terme vonlenska est un mot-valise qui vient de l’islandais von, signifiant espoir, le suffixe -lenska rappelant íslenska (islandais). Une traduction française pourrait donc être espoislandais.

« Je l’ai appelé comme cela parce que la première fois que j’ai chanté comme ça c’était sur Von. Je pense que personne ne peut comprendre sauf moi. Ou, tout au moins, les gens comprennent par eux-mêmes, de leur propre manière. Tout le monde entend une signification différente. »  Jón Þór Birgisson

## Liste des titres de Sigur Rós en vonlenska
- Album Von :
  - Von
- Album Ágætis byrjun :
  - Olsen Olsen
- Album ( ) :
  - Toutes les paroles de l'album sont en vonlenska
- Album Takk... :
  - Sé lest
  - Mílanó
  - Gong
  - Andvari
- Album Hvarf :
  - Salka
  - Hljómalind
  - Í Gær
  - Von
- Album Heim :
  - Vaka
  - 'Von

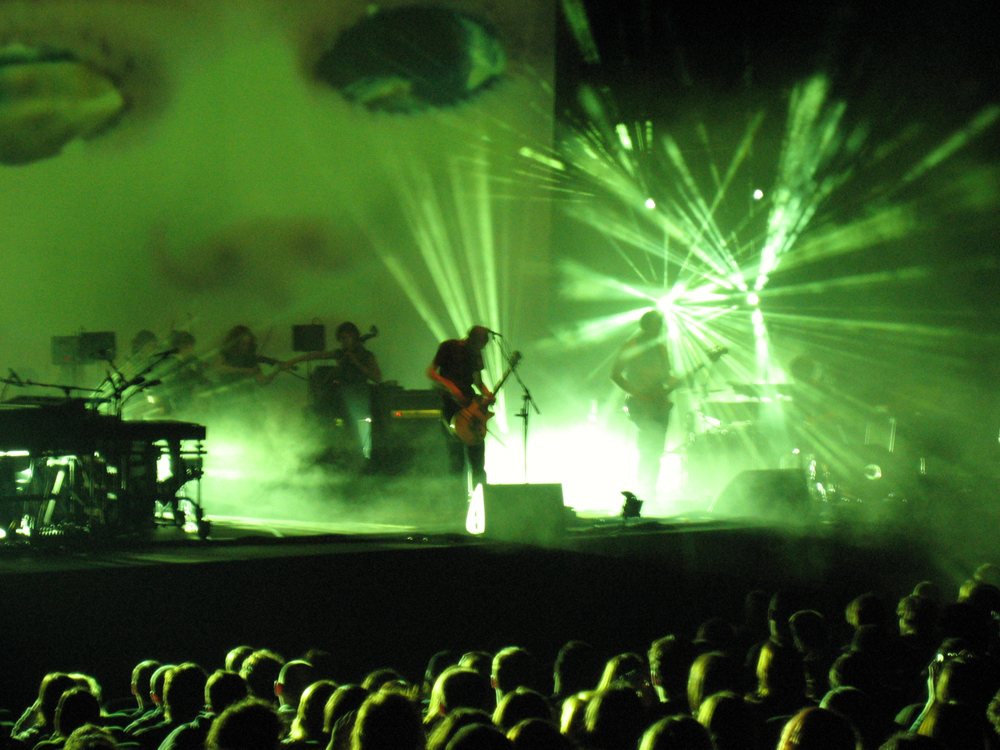
Sigur Rós à Barcelone, 2005.

- Album Með suð í eyrum við spilum endalaust :
  - Við Spilum Endalaust (en islandais avec du vonlenska par moments)
  - Festival
  - Ára bátur (en islandais avec du vonlenska par moments)
  - Fljótavik (en islandais avec du vonlenska vers la fin)
- Autres titres :
  - Fönklagið
  - Gítardjamm
  - Nýja Lagið
  - Heima (version du DVD Heima)